# Steuerbezirk Guttaring
Der Steuerbezirk Guttaring war in der ersten Hälfte des 19. Jahrhunderts einer der 89 Bezirke der Provinz Kärnten. Er umfasste nur die Steuer- bzw. Katastralgemeinde Guttaring mit einer Gesamtfläche von 331 Österreichischen Joch (knapp 2 km²). Um 1840 zählte der Bezirk 520 Einwohner.
Benannt war der Bezirk nach dem Hauptort Guttaring. Verwaltet wurde er jedoch vom Steuerbezirk Althofen (Herrschaft und Landgericht) aus.
Im Zuge der Reformen nach der Revolution von 1848/49 wurden die Steuerbezirke aufgelöst. Die bis dahin dem Steuerbezirk Guttaring zugehörige Steuergemeinde wurde der neuen Ortsgemeinde Guttaring und dem neuen politischen Bezirk Sankt Veit zugeteilt.